# Masacre de la laguna de Jaffna
La masacre de la laguna de Jaffna o masacre de Kilaly ocurrió el 2 de enero de 1993, cuando un barco cañonero a motor de la Armada de Sri Lanka y varias lanchas rápidas más pequeñas interceptaron varias embarcaciones que transportaban personas entre las costas sur y norte de la laguna de Jaffna, en la provincia del Norte de Sri Lanka, y las atacaron bajo el resplandor de un foco. El número estimado de muertes varía entre treinta y cinco (35) y cien (100). Sin embargo, sólo se recuperaron catorce (14) cadáveres. Se informó que otras víctimas de esta masacre fueron quemadas junto con sus embarcaciones.[cita requerida]
El gobierno de Sri Lanka afirma que los barcos transportaban cuadros rebeldes de los Tigres de Liberación del Eelam Tamil (LTTE).   

## Trasfondo
El incidente ocurrió durante la guerra civil de Sri Lanka, que comenzó con el pogromo de Julio Negro de 1983. A principios de la década de 1990, civiles, en su mayoría pertenecientes a la minoría tamil de Sri Lanka, vivían en la península de Jaffna controlada por los rebeldes Tigres de Liberación del Eelam Tamil (LTTE). Se vieron obligados a utilizar barcos para viajar al continente de Sri Lanka, ya que la conexión terrestre entre el continente y la península de Jaffna, que está separada por la laguna de Jaffna (también conocida como laguna de Kilaly), estaba bloqueada por un campamento militar en el istmo de Elephant Pass. El grupo rebelde LTTE también había prohibido a los civiles utilizar la ruta terrestre.  
Antes del ataque del 2 de enero, aproximadamente 15 civiles que intentaban cruzar la laguna habían sido asesinados por la Marina, lo que llevó a los operadores de embarcaciones a negarse a viajar por la ruta. Esto dejó a 800 personas varadas a ambos lados de la laguna, sin comida ni refugio. Finalmente, los operadores de los barcos cedieron y comenzaron a viajar entre la península y el continente el 2 de enero. 

## El ataque
El sábado por la noche del 2 de enero de 1993 se vio a pasajeros salir en grupos de 15 a 20 en cada bote a intervalos regulares. Los primeros cuatro barcos procedentes de Kilaly, en la costa norte ocupada por los rebeldes LTTE, llegaron al continente situado al sur sin incidentes. En ese momento se encontraba en la laguna un barco cañonero naval equipado con un cañón. Esta embarcación podía operar en una zona en el centro de la laguna, donde el agua era suficientemente profunda, pero no podía acercarse a las orillas. Detrás de las cuatro embarcaciones de pasajeros iba una lancha rápida con tres motores fuera de borda. que era comúnmente utilizado por los LTTE. Los pasajeros de la lancha rápida no estaban armados. Al ver la cañonera naval, la lancha rápida dio un giro en U y aceleró hacia la costa norte. El cañonero salió en persecución y la lancha rápida pasó cerca de un grupo de barcos de pasajeros que se dirigían al sur desde la costa norte y escaparon hacia el norte.
Desde la distancia, el cañonero abrió fuego contra estos barcos de pasajeros y continuó disparando durante media hora, según un informe de Reuters.[cita requerida] El cañonero no recibió fuego de respuesta en ningún momento. Aunque el cañonero no se acercó a los barcos atacados, éstos fueron abordados por hombres de la Armada de Sri Lanka que llegaron en otros barcos más pequeños.  

### Relato de un testigo ocular
Según el testimonio del sobreviviente K. Sellathurai, entre las 19 y las 20 horas, personal de un barco de la marina apareció al lado de los barcos de pasajeros y les ordenó que se detuvieran. Un foco de luz se centró en las personas que estaban en los barcos. Luego se dispararon contra todos los que estaban a bordo. Después del ataque, los barcos fueron remolcados. Sin embargo, uno de los cuatro barcos se soltó y quedó a la deriva, hasta que finalmente encalló en tierra firme. A bordo había cuatro supervivientes y nueve cadáveres, algunos de ellos con heridas de arma blanca.  
Según otro testigo presencial, los marineros de la Marina, después de matar a los ocupantes del barco, procedieron a robarles los objetos de valor a los muertos.[cita requerida] También había cinco barcos con muertos y heridos que se dice fueron tomados por la marina.[cita requerida] Según informes locales, de los cinco barcos remolcados, los cuerpos de los muertos fueron colocados en un barco, que fue incendiado.[cita requerida] Se cree  que todos los heridos en las cinco embarcaciones remolcadas fueron asesinados por personal de la Marina y sus cadáveres prendidos en llamas.[cita requerida] Muchos de los muertos también tenían heridas abiertas,   lo que sugiere que se utilizaron cañones, no armas pequeñas. Muchos de los cuerpos que fueron recuperados estaban gravemente mutilados.   

## Estimación de víctimas
El Virakesari, un diario local tamil publicado desde Colombo, Sri Lanka, informó el 5 de enero que se recuperaron 14 cuerpos y fueron llevados al hospital de Killinochchi . Entre los cuerpos recuperados, seis eran de mujeres.  Amnistía Internacional, en un informe de 1994, estimó que cientos de civiles murieron mientras intentaban cruzar la laguna de Kilaly. 

## Reacción del gobierno
Una versión gubernamental de este incidente transmitida por Makkal Kural para una audiencia en idioma tamil habló sobre una lancha rápida que se acercó al cañonero, hizo un giro en U y se estrelló contra los barcos de pasajeros. Sin embargo, añadió que una lancha rápida había disparado contra la marina, lo que fue negado por testigos civiles.  Según The Island, citando al gobierno de Sri Lanka, los barcos patrulleros navales que operaban en la laguna de Jaffna hicieron estallar al menos cuatro botes de fibra de vidrio el pasado sábado por la noche, matando a más de una docena de personas.[cita requerida] Según el personal naval, los botes eran operados por Sea Tigers y se movían en un convoy cuando las lanchas patrulleras de la Armada se abalanzaron sobre ellos. Sin embargo, algunos de los botes lograron escapar, transportando a los heridos.  Tras la masacre, el gobierno anunció que estaba considerando abrir un paso seguro en la laguna para que los civiles pudieran cruzar, siempre que se hiciera durante el día y bajo estricto control naval 